# Rift

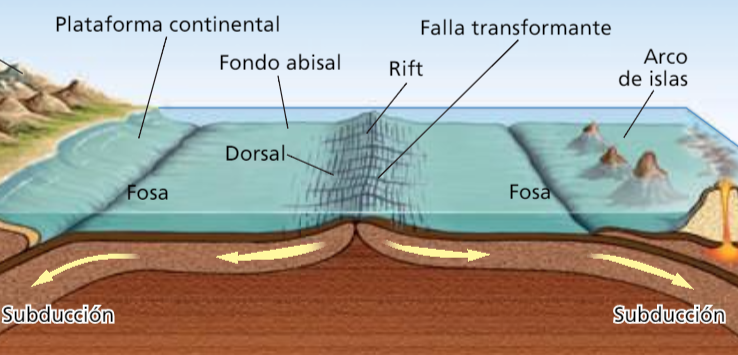
Ubicación del rift en el centro de una dorsal oceánica.

Los rifts son zonas lineares donde la litosfera está siendo separada por divergencia y distensiones, producto de la separación de placas tectónicas y crecimiento simultáneo de las mismas. Los rift componen generalmente de varias fosas tectónicas anidadas y son un ejemplo de tectónica extensional. El proceso se denomina rifting o, en estadios más avanzados, expansión del fondo oceánico. Si el rift está activo, la  tectónica puede producir sismos y vulcanismo recurrente. Los rifts pueden tener dimensiones de centenares a miles de kilómetros de longitud.
Los rifts más importantes son los rifts mediooceánicos que se localizan en la línea mediana de las dorsales mediooceánicas definiendo límites divergentes de placa; es una excepción el Gran Valle del Rift, que se halla en África Oriental, y que está fracturando y dividiendo la placa africana.

Desarrollo de un nuevo océano por formación de corteza oceánica a partir de un rift continental.

Los rifts mediooceánicos, son límites constructivos entre placas tectónicas en el eje de las dorsales oceánicas, donde el ascenso de magma provoca un levantamiento de la corteza continental creando un desplazamiento en la superficie. De esta forma se pueden originar nuevos océanos, según la teoría de la expansión del fondo oceánico, lo que implica la separación de ambas masas (tectónica de placas) haciendo que ambas se desplacen en sentidos opuestos y provocando una ruptura continental que con el tiempo pueden formar límites destructivos (fosas en el mar), generando así procesos de subducción.